# BMW M10
Il BMW M10 è un motore per uso automobilistico prodotto in varie evoluzioni e versioni tra il 1961 e il 1988 dalla Casa automobilistica BMW. Le sue cilindrate spaziano dagli 1,5 ai 2 litri.

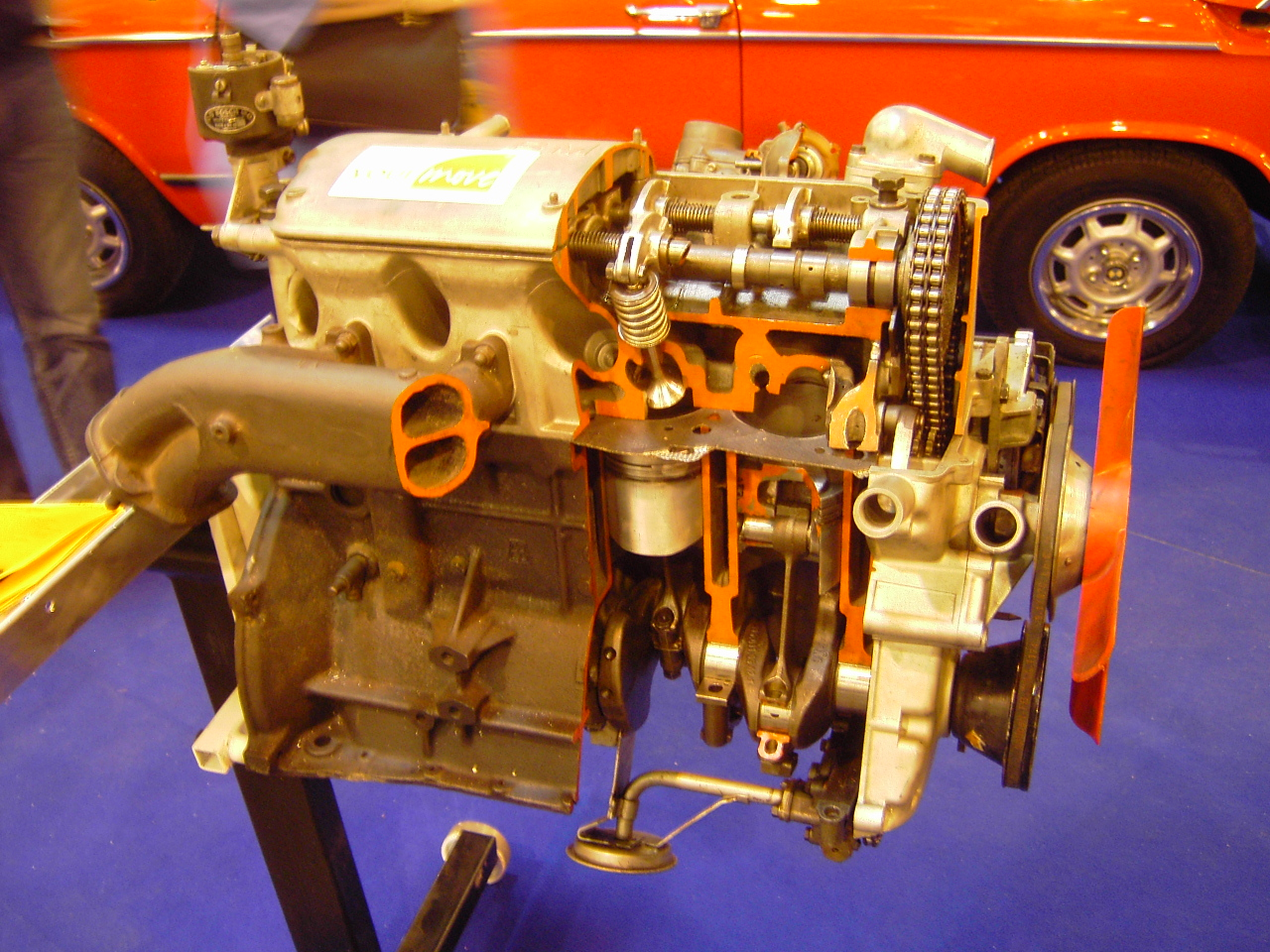
Spaccato di un motore M10

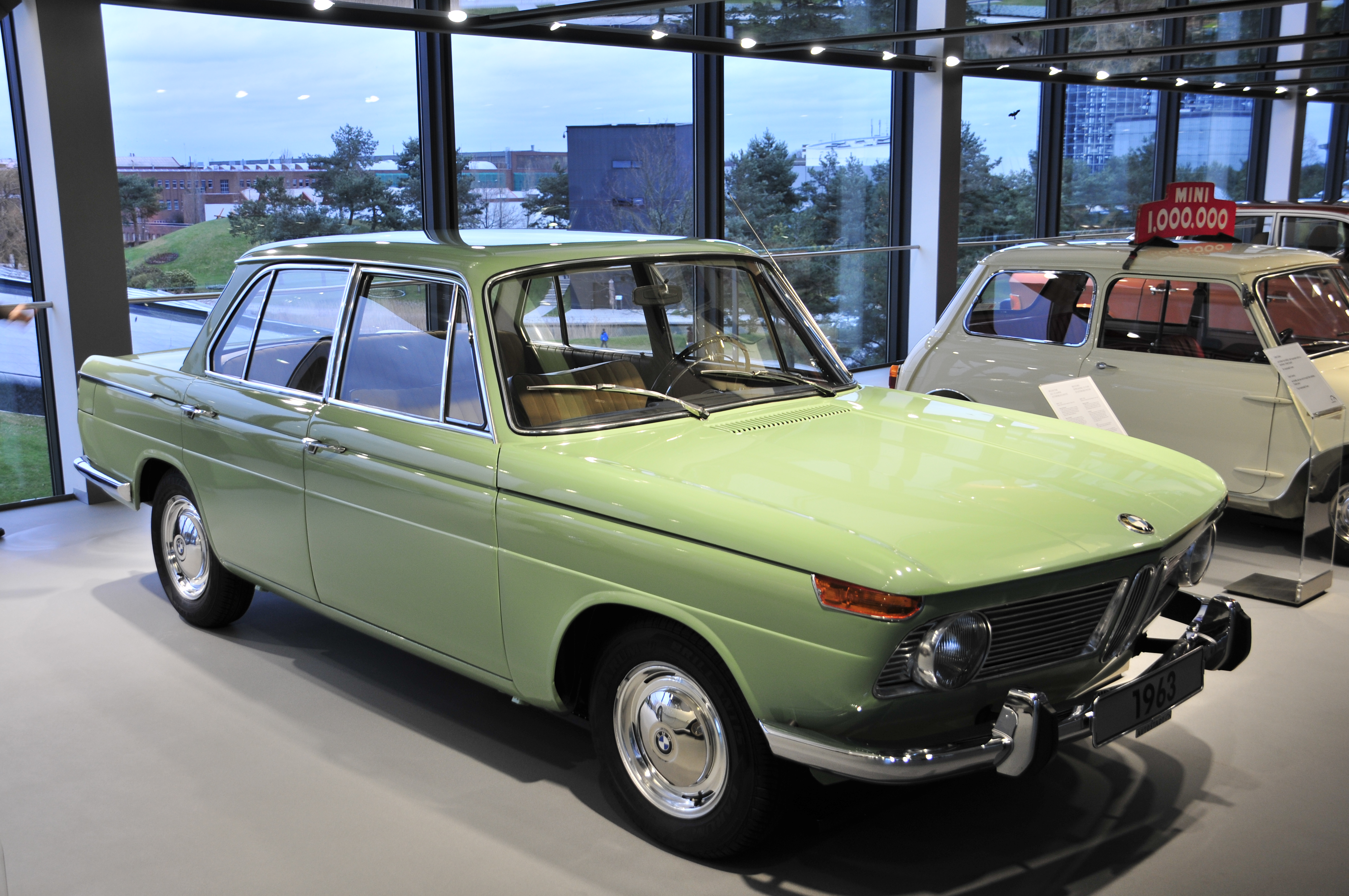
Il primo motore M10 debuttò nel 1962 sotto il cofano della BMW 1500

## Storia
Nel 1961 la BMW si accingeva a uscire dalla grave crisi finanziaria degli anni cinquanta ed era intenzionata a rientrare nel settore delle vetture di prestigio lavorando al progetto Neue Klasse, da cui sarebbe nata una famiglia di vetture di fascia medio-alta, poi evolutasi ulteriormente verso l'alto.

Per motorizzare i modelli di tale famiglia, i vertici BMW affidarono il compito della progettazione e realizzazione del propulsore al barone Alex von Falkenhausen, un veterano nel settore dei motori, che già da circa trent'anni collaborava con la Casa di Monaco. Inizialmente le specifiche impartitegli dai vertici BMW parlavano di un propulsore da vettura di segmento medio, e precisamente intorno agli 1,3 litri. Ma ben presto von Falkenhausen si rese conto che un simile propulsore non era assolutamente adatto al tipo di vettura che la Casa aveva in mente e propose invece una cilindrata intorno al litro e mezzo. I vertici BMW approvarono ed entro lo stesso anno venne realizzata un'unità motrice da 1,5 litri, ma in grado di essere evoluta verso cilindrate più alte, fino a 2 litri. Ben presto il propulsore fu pronto a equipaggiare la 1500, ossia la capostipite della Neue Klasse che avrebbe debuttato l'anno seguente.

## Caratteristiche
Il motore M10 è stato proposto non in un'unica configurazione, ma in svariate versioni ed evoluzioni, che hanno equipaggiato diversi modelli BMW di fascia alta e medio-alta fino ai tardi anni ottanta. 

In genere, però, tutti i motori della serie M10 presentano le seguenti caratteristiche:
- sono costituiti da 4 cilindri in linea;
- sono motori superquadri, ossia con alesaggio superiore alla corsa del cilindro;
- sono motori costituiti da basamento in ghisa e testata in lega di alluminio;
- dispongono di 5 supporti di banco;
- sono inclinati a destra d 30°;
- propongono un'architettura di tipo cross-flow, cioè con collettori di aspirazione e di scarico situati sui due lati opposti del motore;
- montano uno schema di distribuzione a un albero a camme in testa (schema SOHC).

## Versioni ed evoluzioni
Per quanto riguarda le altre caratteristiche delle varie versioni dei motori della famiglia M10, esse variano di modello in modello, a seconda del quale assumevano diverse sigle. In genere questi motori portano una sigla generica che ne indica la cilindrata (per esempio M115 per il 1.5, M116 per il 1.6, ecc). Ognuno di questi motori è a sua volta suddiviso in più varianti recanti sigle diverse.

### Versione da 1,5 litri: M115
Con questa sigla viene contraddistinta l'unità motrice che debuttò nel 1962 sulla BMW 1500, la prima in assoluto, quella scaturita direttamente dalle mani e dall'ingegno del barone von Falkenhausen.

Tale propulsore aveva una cilindrata di 1499 cm³. Ogni cilindro misurava 82×71 mm di alesaggio e corsa ed era alimentato inizialmente da un carburatore monocorpo Solex 34, in seguito sostituito da un altro monocorpo Solex 36-40, leggermente più prestante. Nel primo caso, la potenza massima raggiungibile era di 75 CV a 5300 giri/min, con un picco di coppia massima di 143 Nm a 3000 giri/min. Nel secondo caso, la potenza saliva fino a 80 CV.

Questo motore fu impiegato unicamente sulla BMW 1500 tra il 1962 e il 1964.

### Versione da 1,6 litri: M116

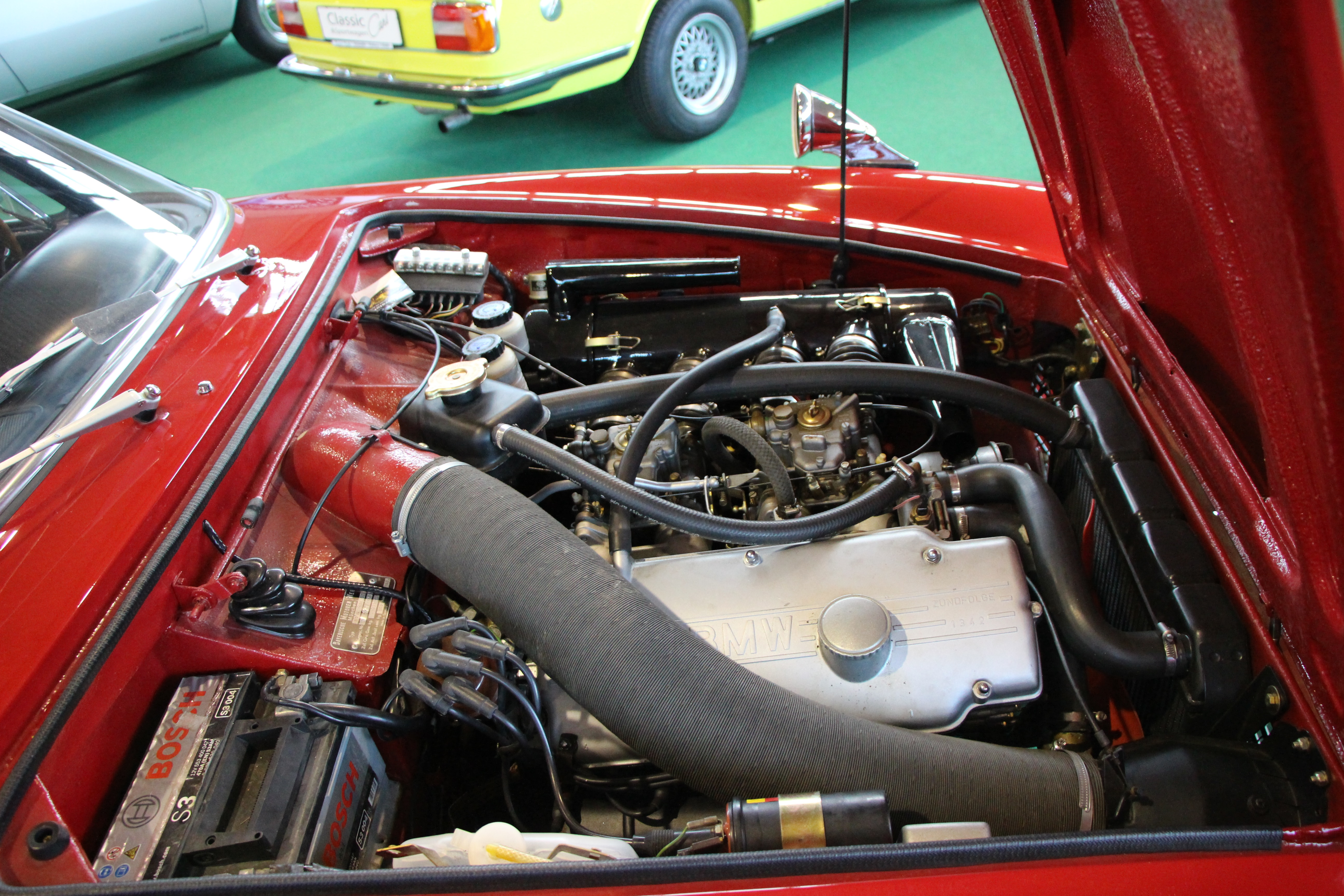
Un motore M116 sotto il cofano di una 1600 GT

Ottenuto tramite semplice rialesatura dell'unità originale da 1,5 litri (alesaggio passato da 82 a 84 mm e corsa invariata) questo motore da 1573 cm³ è stato proposto in due configurazioni: con carburatore monocorpo oppure doppio corpo, in entrambi i casi un Solex. Nel primo caso la potenza massima raggiungeva gli 83 CV a 5500 giri/min, mentre nel secondo caso arrivava a 105 CV a 6000 giri/min, con un picco di coppia massima pari a 131 N·m a 4500 giri/min. 

Dal 1975 al 1977 questo motore è stato proposto in versione decisamente depotenziata (75 CV) sulla 1502.

Questo motore ha trovato diverse applicazioni su vari modelli BMW:
- con carburatore monocorpo: 1600 (1964-66), 1600-2(1966-71) e 1602 (1971-75);
- con carburatore doppio corpo: 1600 TI (1967-68) e 1600 GT (1967-68);
- depotenziato a 75 CV: 1502 (1975-77).

#### M10B16
Il motore M10B16 è una versione rivista dell'unità M116 che equipaggiò le BMW 1600 e 1602. È stato concepito per equipaggiare la prima Serie 3, denominata E21. Le differenze rispetto all'unità M116 stanno nel minor rapporto di compressione, unito alla riprogettazione di testata, pistoni e asse a camme, modifiche motivate dall'esigenza di far funzionare tale motore con benzina normale, allora utilizzata assieme alla super. Tale motore era alimentato mediante un carburatore doppio corpo Solex. La potenza massima salì da 85 a 90 CV a 6000 giri/min, mentre la coppia massima era di 123 N·m a 4000 giri/min. Il motore M10B16 venne utilizzato praticamente solo sulla BMW 316 E21 a carburatore, prodotta dal 1975 al 1980.

#### M10B15
Si tratta di una versione depotenziata a 75 CV del motore M10B16 da 1.6 litri che venne proposta tra il 1981 e il 1984 sulla BMW 315. Quest'ultima versione è analoga a quella montata sulla 1502, ma con tutti gli aggiornamenti che hanno interessato il motore M10B16.

### Versione da 1,8 litri: M118
Con la sigla M118 viene indicata la prima delle evoluzioni sulla base del precedente M115. Questo motore, della cilindrata di 1773 cm³, fu ottenuto aumentando sia la misura dell'alesaggio (da 82 a 84 mm) e della corsa (da 71 a 80 mm). Questo motore fu montato sulla gamma BMW 1800 prodotta tra il 1963 e il 1968, quando venne sostituito da un altro 1.8, sempre appartenente alla famiglia M10, ma con altre caratteristiche. La nuova unità motrice nasce da una profonda operazione di rialesatura dell'originaria unità da 1,5 litri. Le dimensioni di alesaggio e corsa di ogni cilindro passarono quindi da 82×71 a 89×71 mm. La corsa rimase quindi invariata. La cilindrata totale era di 1766 cm³, mentre l'alimentazione era proposta in due modalità, carburatore o iniezione elettronica, a seconda dei modelli e del periodo di commercializzazione. Questo motore venne utilizzato molto a lungo. Tale motore debuttò alla fine dell'estte 1968 sulle ultime BMW 1800, prodotte fino al 1972, e fu in seguito utilizzato anche su altri modelli della Casa fino al 1988.

### Versione da 2 litri

#### M05
Questo motore è un'evoluzione dell'unità M118 da 1,8 litri. A partire da quest'ultimo si procedette a un'ulteriore operazione di rialesatura, che portò il diametro dei cilindri da 84 a 89 mm, mentre la corsa rimas invariata a 80 mm. La cilindrata finale era di 1990 cm³. Questo propulsore fu montato sulle berline e coupé da 2 litri appartenenti sempre alla famiglia della Neue Klasse e prodotte dal 1965 al 1972. A seconda dei modelli su cui questo motore veniva utilizzato, variavano le modalità di alimentazione: con carburatore monocorpo Solex 40, la potenza massima raggiungeva i 100 CV a 5500 giri/min, con una coppia massima di 157 N·m a 3000 giri/min (in seguito la potenza sarebbe stata portata a 113 CV a 5800 giri/min); con due carburatori doppio corpo Solex 40PHH, la potenza saliva a 120 CV a 5500 giri/min (più tardi anche a 135 CV a 5800 giri/min solo sulla 2000 CS), con un picco di coppia motrice di 167 N·m a 3600 giri/min.

Questo motore ha trovato applicazione in diversi modelli BMW:
- con carburatore monocorpo: 2000, 2000 C, 2000 CA, 2002 e 2000 Touring;
- con due carburatori doppio corpo: 2000 TI, 2000 CS e 2002 TI.

#### M43/1
Con questa sigla viene identificato un motore da 2 litri alimentato a carburatore, direttamente derivato dall'unità M17 e rispetto a quest'ultima leggermente depotenziato. La sua potenza massima passa infatti da 115 a 109 CV a 5800 giri/min, con un picco di coppia massima pari a 160 N·m a 3700 giri/min. Questo motore è stato montato nella 320 E21 tra il 1975 e il 1977.

#### M15B20

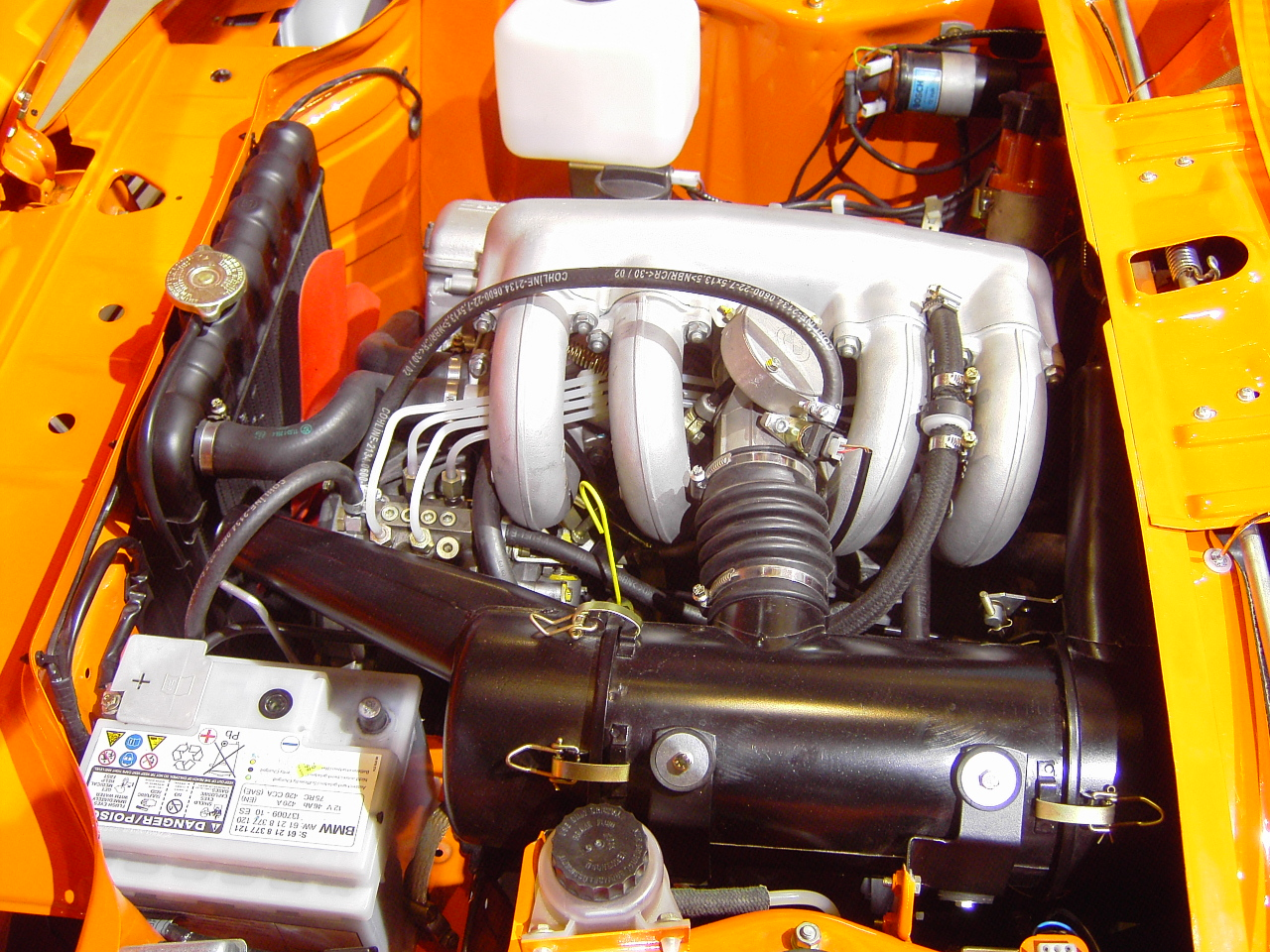
Un motore M15B20 sotto il cofano di un 2002 Tii

Si tratta di un'evoluzione basata sull'unità M05, dalla quale si differenziava per l'introduzione dell'iniezione meccanica Kugelfischer al posto del carburatore. Con questa fondamentale innovazione, riuscì a raggiungere i 130 CV a 5800 giri/min e una coppia motrice di 176 N·m a 4500 giri/min.

Questo motore è stato utilizzato su:
- BMW 2000 tii (1969-72);
- BMW 2002 tii (1971-74);
- BMW 2000 tii Touring (1971-74);
- BMW 520i (1972-75)

#### M17B20
È una variante dell'unità M05 introdotta su vasta scala nelle prime BMW 520 a carburatore prodotte dal 1972 al 1977. Le differenze rispetto alla precedente unità di origine non sono molte, ma sufficienti a far passare la potenza massima da 100 a 115 CV a 5800 giri/min, che dal 1976 divennero disponibili a 5600 giri/min.

#### M31

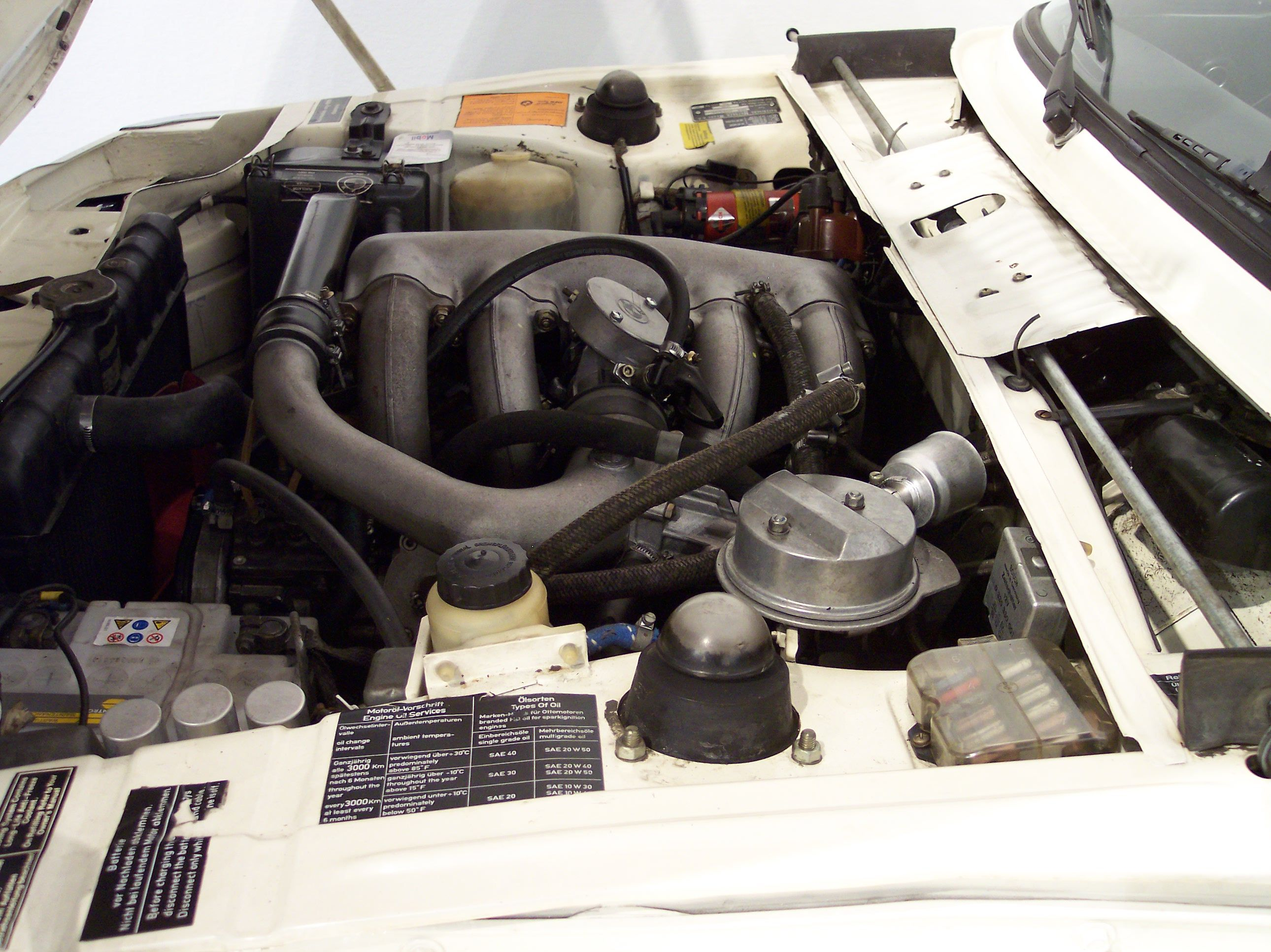
Il motore M31, l'unico turbocompresso e il più potente dell'intera famiglia M10

L'unità M31 altro non è che la versione sovralimentata mediante turbocompressore dell'unità M15. Fu impiegata di serie solo in un modello, vale a dire la BMW 2002 Turbo. Questo motore è quindi in pratica lo stesso delle BMW 2002 tii, e quindi alimentato anch'esso con iniezione meccanica Kugelfischer, ma con l'aggiunta di una turbina KKK, che fa decollare la potenza massima, portandola da 130 a 170 CV a 5800 giri/min, mentre la coppia massima sale a 241 N·m, disponibili però solo a 4000 giri/min.

#### M64 e M69
Queste due sigle indicano due motori assai simili fra loro e con poche modifiche di dettaglio rispetto al 2 litri a iniezione siglato M15 che vanno a sostituire. Sono stati montati rispettivamente sotto il cofano della 320i E21 (1975-77) e della 520i (1976-81). Le differenze con l'unità M15 sono poche, la più significativa delle quali sta nell'adozione dell'iniezione meccanica Bosch K-Jetronic al posto della Kugelfischer. La potenza scende da 130 a 125 CV (a 5700 giri/min per la M64 e a 5800 giri/min per la M69), mentre la coppia massima è di 172 N·m a 4350 giri/min.

### Tabella riepilogativa
| Motore BMW M10        |                        |                  |                          |                                                             |                |               |                      |                    |
| Variante              | Alesaggio x corsa (mm) | Cilindrata (cm³) | Rapporto di compressione | Alimentazione                                               | Potenza CV/rpm | Coppia Nm/rpm | Applicazioni         | Anni di produzione |
| Versione da 1,5 litri |                        |                  |                          |                                                             |                |               |                      |                    |
| M115                  | 82x71                  | 1499             | 8,8                      | Carburatore Solex 34 PICB                                   | 80/5700        | 118/3000      | BMW 1500             | 10/1962-12/1964    |
| Versioni da 1,6 litri |                        |                  |                          |                                                             |                |               |                      |                    |
| M10B15                | 84x71                  | 1573             | 9,5                      | Carburatore monocorpo Pierburg 1B2                          | 75/5800        | 110/3200      | BMW 315              | 03/1981–12/1983    |
| M116                  | 84x71                  | 1573             | 8                        | Carburatore monocorpo Solex 38 PDSI                         | 75/5800        | 118/3700      | BMW 1502             | 01/1975-07/1977    |
| M116                  | 84x71                  | 1573             | 8,6                      | Carburatore monocorpo Solex 38 PDSI                         | 85/5500        | 124/3000      | BMW 1600             | 03/1964-04/1966    |
| M116                  | 84x71                  | 1573             | 8,6                      | Carburatore monocorpo Solex 38 PDSI                         | 85/5500        | 124/3000      | BMW 1600-2           | 04/1966-02/1971    |
| M116                  | 84x71                  | 1573             | 8,6                      | Carburatore monocorpo Solex 38 PDSI                         | 85/5500        | 124/3000      | BMW 1602             | 02/1971-07/1975    |
| M116                  | 84x71                  | 1573             | 8,6                      | Carburatore monocorpo Solex 38 PDSI                         | 85/5500        | 124/3000      | BMW 1600 Cabriolet   | 01/1968-06/1971    |
| M116                  | 84x71                  | 1573             | 8,6                      | Carburatore monocorpo Solex 38 PDSI                         | 85/5500        | 124/3000      | BMW 1600 Touring     | 04/1971-08/1973    |
| M116                  | 84x71                  | 1573             | 9,5                      | Due carburatori doppio corpo Solex 40 PHH                   | 105/6000       | 131/4500      | BMW 1600 TI          | 09/1967-12/1968    |
| M116                  | 84x71                  | 1573             | 9,5                      | Due carburatori doppio corpo Solex 40 PHH                   | 105/6000       | 131/4500      | BMW 1600 GT          | 10/1966-08/1968    |
| M41B16                | 84x71                  | 1573             | 8,3                      | Carburatore doppio corpo Solex 32/32DIDTA                   | 90/6000        | 123/4000      | BMW 316 E21          | 08/1975-09/1980    |
| Versioni da 1,8 litri |                        |                  |                          |                                                             |                |               |                      |                    |
| M118KHB18             | 1766                   | 89x71            | 8,6                      | Carburatore doppio corpo Solex 36-38 PDSI                   | 90/5250        | 143/3000      | BMW 1800             | 09/1968-12/1971    |
| M118KHB18             | 1766                   | 89x71            | 8,6                      | Carburatore doppio corpo Solex 36-38 PDSI                   | 90/5250        | 143/3000      | BMW 1802             | 02/1971-05/1975    |
| M118KHB18             | 1766                   | 89x71            | 8,6                      | Carburatore doppio corpo Solex 36-38 PDSI                   | 90/5250        | 143/3000      | BMW 1800 Touring     | 10/1971-08/1973    |
| M118KHB18             | 1766                   | 89x71            | 8,6                      | Carburatore doppio corpo Solex 36-38 PDSI                   | 90/5250        | 143/3000      | BMW 1802 Touring     | 08/1973-04/1974    |
| M99B18                | 1766                   | 89x71            | 9,5                      | Carburatore doppio corpo Pierburg 2B4                       | 90/5500        | 137/4000      | BMW 316 E21          | 09/1980–08/1982    |
| M99B18                | 1766                   | 89x71            | 9,5                      | Carburatore doppio corpo Pierburg 2B4                       | 90/5500        | 137/4000      | BMW 518 E28          | 04/1981-04/1984    |
| M42B18                | 1766                   | 89x71            | 8,6                      | Carburatore Solex 38PDSI                                    | 90/5500        | 145/3500      | BMW 518 E12          | 05/1974-02/1975    |
| M42B18                | 1766                   | 89x71            | 8,3                      | Carburatore doppio corpo Solex 32/32 DIDTA                  | 90/5800        | 143/3700      | BMW 518 E12          | 02/1975-01/1978    |
| M42B18                | 1766                   | 89x71            | 8,3                      | Carburatore doppio corpo Solex 32/32 DIDTA                  | 90/5800        | 140/3700      | BMW 518 E12          | 01/1978-02/1980    |
| M24B18                | 1766                   | 89x71            | 9,5                      | Carburatore doppio corpo Pierburg 2B4                       | 90/5500        | 140/4000      | BMW 518 E12          | 02/1980-05/1981    |
| M24B18                | 1766                   | 89x71            | 9,5                      | Carburatore doppio corpo Pierburg 2B4                       | 90/5500        | 140/4000      | BMW 316 E30          | 12/1982-08/1987    |
| M92B18 Kat            | 1766                   | 89x71            | 8,2                      | Iniezione elettronica Bosch L-Jetronic                      | 102/5800       | 137/4500      | BMW 316i Kat E30     | 09/1987-09/1988    |
| M92B18 Kat            | 1766                   | 89x71            | 8,2                      | Iniezione elettronica Bosch L-Jetronic                      | 102/5800       | 137/4500      | BMW 318i Kat E30     | 04/1984-08/1987    |
| M92B18                | 1766                   | 89x71            | 10                       | Iniezione elettronica Bosch L-Jetronic                      | 105/5800       | 142/4500      | BMW 318i E30         | 12/1982-09/1985    |
| M92B18                | 1766                   | 89x71            | 10                       | Iniezione elettronica Bosch L-Jetronic                      | 105/5800       | 142/4500      | BMW 518i E28         | 04/1984-12/1987    |
| M118B18               | 1773                   | 84x80            | 8,6                      | Carburatore doppio corpo Solex 36/38 PDSI                   | 90/5260        | 143/3000      | BMW 1800             | 09/1963-07/1968    |
| M118B18               | 1773                   | 84x80            | 8,3                      | Due carburatori doppio corpo Solex 40PHH                    | 110/5800       | 148/4000      | BMW 1800 TI          | 09/1963-04/1966    |
| M118B18               | 1773                   | 84x80            | 8,1                      | Carburatore doppio corpo Weber 45 DCOE                      | 130/6100       | 157/5250      | BMW 1800 TI/SA       | 02/1965-06/1965    |
| Versioni da 2 litri   |                        |                  |                          |                                                             |                |               |                      |                    |
| M05                   | 1990                   | 89x80            | 8,5                      | Carburatore monocorpo Solex 40 PDSI                         | 100/5500       | 157/3000      | BMW 2002 Touring     | 04/1971-04/1974    |
| M05                   | 1990                   | 89x80            | 8,5                      | Carburatore monocorpo Solex 40 PDSI                         | 100/5500       | 157/3000      | BMW 2002             | 02/1968-07/1975    |
| M05                   | 1990                   | 89x80            | 8,5                      | Carburatore monocorpo Solex 40 PDSI                         | 100/5500       | 157/3000      | BMW 2000 Cabriolet   | 01/1971-01/1976    |
| M05                   | 1990                   | 89x80            | 8,5                      | Carburatore monocorpo Solex 40 PDSI                         | 100/5500       | 157/3000      | BMW 2000             | 01/1966-01/1972    |
| M05                   | 1990                   | 89x80            | 8,5                      | Carburatore monocorpo Solex 40 PDSI                         | 100/5500       | 157/3000      | BMW 2000 C           | 05/1967-07/1968    |
| M05                   | 1990                   | 89x80            | 8,5                      | Carburatore monocorpo Solex 40 PDSI                         | 100/5500       | 157/3000      | BMW 2000 CA          | 09/1965-02/1970    |
| M05                   | 1990                   | 89x80            | 9,3                      | Due carburatori doppio corpo Solex 40PHH                    | 120/5500       | 167/3600      | BMW 2002 TI          | 06/1968–04/1972    |
| M05                   | 1990                   | 89x80            | 9,3                      | Due carburatori doppio corpo Solex 40PHH                    | 120/5500       | 167/3600      | BMW 2000 TI          | 01/1966-05/1968    |
| M05                   | 1990                   | 89x80            | 9,3                      | Due carburatori doppio corpo Solex 40PHH                    | 120/5500       | 167/3600      | BMW 2000 Tilux       | 09/1966-02/1971    |
| M05                   | 1990                   | 89x80            | 9,3                      | Due carburatori doppio corpo Solex 40PHH                    | 120/5500       | 167/3600      | BMW 2000 CS          | 09/1965-02/1970    |
| M43/1                 | 1990                   | 89x80            | 8,1                      | Carburatore doppio corpo Solex 32/32 DIDTA                  | 109/5800       | 157/3700      | BMW 320 E21          | 08/1975–08/1977    |
| M17B20                | 1990                   | 89x80            | 9                        | Carburatore Stromberg 175 CDET                              | 115/5800       | 162/3700      | BMW 520 E12          | 09/1972-08/1976    |
| M64B20                | 1990                   | 89x80            | 9,1                      | Iniezione meccanica Bosch K-Jetronic                        | 125/5700       | 172/4350      | BMW 320i E21         | 08/1975–08/1977    |
| M69B20                | 1990                   | 89x80            | 9,3                      | Iniezione meccanica Bosch K-Jetronic                        | 125/5800       | 172/4350      | BMW 520i E12         | 08/1976-06/1981    |
| M15B20                | 1990                   | 89x80            | 9,5                      | Iniezione meccanica Kugelfischer PL04                       | 130/5800       | 178/4500      | BMW 2002 Tii Touring | 04/1971-04/1974    |
| M15B20                | 1990                   | 89x80            | 9,5                      | Iniezione meccanica Kugelfischer PL04                       | 130/5800       | 178/4500      | BMW 2002 Tii         | 05/1971–07/1975    |
| M15B20                | 1990                   | 89x80            | 9,5                      | Iniezione meccanica Kugelfischer PL04                       | 130/5800       | 178/4500      | BMW 2000 Tii         | 01/1970-08/1971    |
| M15B20                | 1990                   | 89x80            | 9,5                      | Iniezione meccanica Kugelfischer PL04                       | 130/5800       | 178/4500      | BMW 520i E12         | 09/1972-02/1975    |
| M31                   | 1990                   | 89x80            | 6,9                      | Iniezione meccanica Kugelfischer PL04, turbocompressore KKK | 170/5800       | 240/4000      | BMW 2002 Turbo       | 09/1973–11/1974    |